# Eclipse (Das Schwarze Denkmal)
Eclipse (Das Schwarze Denkmal) è il secondo album del gruppo parmense Kirlian Camera, pubblicato nel 1988 dalla Rose Rosse Records.

## Tracce
Lato A
1. Intro: Lux – 2:50 (Angelo Bergamini)
2. Eclipse – 6:46
3. River of No Return – 4:12
4. The Christ – 7:37 (Angelo Bergamini)
5. Celephais – 3:55 (Mauro Montacchini)

Lato B
1. Austria – 5:50 (Angelo Bergamini)
2. Tor Zwei – 10:00
3. Aura – 5:04 (Angelo Bergamini)
4. Epitaph – 4:36 (Lake, McDonald, Giles, Sinfield, Fripp)